# 愛知教育博物館
愛知教育博物館（あいちきょういくはくぶつかん）は、1892年（明治25年）10月16日から1901年（明治34年）1月まで、名古屋市門前町5丁目の七ツ寺にあった私立の 自然博物館。有志で動植物や鉱物標本を持ち寄り、名古屋で教育博物会を開催していた奈良坂源一郎が主宰する浪越（なごや）博物会が、標本類を児童の教育や一般の縦覧に供することを目的として、義捐金により建設した。経営難ないし地主の立退要求により1901年に尾張徳川家に譲渡され、建物は同市大曽根に移築され明倫博物館として存続した。

## 奈良坂源一郎
奈良坂源一郎（ならさか げんいちろう、1854年-1934年）は、1881年10月9日に愛知医学校に教諭として赴任した解剖学者で、1886（明治19）年3月12日、名古屋区西二葉町にあった植物園で開催された、本草学のサークル・甞百社の会合に、後に博物館建設に関わる坂崎親成らとともに出席していたことが知られている。後述の浪越博物会の創立者の1人であり、1901年5月12日に創立された名古屋博物学会の創立メンバーの1人となった人物でもあった。

## 浪越博物会
1886（明治19）年3月15日、名古屋区中之町の小塩五郎宅で、有志が博物標本を持ち寄り懇談する随意会が発足、以後月2回会合が開かれた。
同年4月8日の会合で随意会は浪越（なごや）博物会と改称し、会則を制定した。

## 教育博物会
1887（明治20）年2月14日-16日に浪越博物会は名古屋区役所内の議事堂で第1回教育博物会を開催、知多郡で採取した動植物や鉱物などの標本総計4,976点を展示し、区内の小学生や有志の縦覧に付した。開催中の同月15日には、勝間田稔愛知県知事から浪越博物会に、教育上の意義・功績をたたえ、会費として金10円が贈呈された。
同年12月12-17日には、七間町の旧師範学校内で6日間の日程で第2回教育博物会を開催、総計5,000点を展示した。
1889年5月25-31日には、名古屋博物館で第3回教育博物会を開催、総計5,473種、約15,500点余を展示した。入場者は9,956人あり（うち学校生徒・職員6,515人）、学校等からの寄付金が35件25円07銭集まった。この時点での会員は20余名。
こうした教育博物会が好評を博したことに励まされて、浪越博物会は博物館の建設を企画したと見られている。

## 博物館建設計画
1890（明治23）年12月、奈良坂は、博物館建設用地として、神谷義誠という高利貸しから名古屋市門前町5丁目40番地（七ツ寺四望閣跡）の土地460坪を借地料月7円50銭で30年間借用する契約を締結。
第3回教育博物会の後、愛知教育博物館建設に向けて募金活動が開始され、『動物学雑誌』に募集広告が掲載された。1890年12月には『新愛知』に博物館建設に着手したとして度々募金の広告が掲載された。名古屋出身で東京在住となっていた田中不二麿、森竹五郎、水野遵、加藤高明、永井久一郎、野呂景義、成瀬正肥らが大口の募金に応じ、博物館建設にかかる募金の総額は約4,664円にのぼった。
1891年10月28日、濃尾地震により、建築中だった博物館の「陳列館」の建物が損傷。
1892年6月頃までに、浪越博物会は愛知教育博物会に発展解消した。

## 開設
1892（明治25）年10月16日に博物館が開館。西洋風2階建ての「陳列館」と「研究館」を備えていた。陳列館は新築され、研究館は七間町にあった愛知外国語学校の外国教師館を移築したものだった。
開館から間もない1893年1月に「地主の依頼により他所へ移転することになった」と『新愛知』で誤って報じられ、噂が広まったため翌2月、同紙に訂正の広告が掲載された。

## 展示・運営
博物館の陳列館では、児童を対象とする実物教育を主目的として動植物・鉱物標本を展示しており、小学校の修学旅行の行程にも組み入れられていた。
1893年春頃、愛知教育博物会は愛知博物会と改称。同年作成された「愛知教育博物館実況一覧」によると、
- 当時の物品総員数は動植物・鉱物標本など11,117点で、うち研究館所属は5,044点、陳列館所属は6,074点[26]。
- 研究館では、愛知博物会による動物・植物・鉱物の3学科の研究が行なわれた。
- 建築費及び創業以来の総費用は約5,575円[27]で、義援金の総額は約4,664円。
- 会員数は150名で、将来500名を募集の見込み（会員からは毎月10銭を徴収）
- 陳列館の縦覧料1人1銭、開館当初3ヵ月間の平均縦覧料収入が約15円（1,500人分）
- 当時の毎月の収入が約30円、経常費用が約25円

などとなっていた。
当初の設備から、図書室、講義室、動物の飼育舎などを増設する計画も立てられていた。

## 閉鎖
1900（明治33）年12月頃、地主の神谷から立ち退きを迫られ、尾張徳川家の徳川義礼に経営の引き継ぎを依頼。移転には土地の原状回復を要した可能性もあり、多額の費用がかかったが、奈良坂が私費を投じて弁済したとされている。
1901年1月、徳川家の所有となり、同年2-3月に名古屋市東区大曽根の徳川邸内に移築された。同年7月に移築落成し、同年11月から明倫中学校付属博物館（明倫博物館）として公開を開始した。

## 関連文献
- 加藤, 詔士「愛知教育博物館の開設」『名古屋大学大学院教育発達科学研究科紀要 教育科学』第54巻第2号、名古屋大学大学院教育発達科学研究科、2007年3月、ISSN 13460307。
- 奈良坂, 源次郎『完本 解剖学者 奈良坂源一郎伝』奈良坂源次郎、船橋、2004年。全国書誌番号:20597945。
- 名古屋博物学会『創立30周年記念 学会30年史』名古屋博物学会、1930年。
- 徳川, 義宣「明倫博物館‐尾張徳川家の経営した博物館」『金鯱叢書』第14輯、徳川黎明会、1987年8月、305-360頁。